# Aufs
Aufs (AnotherUnionFS na versão 1, advanced multi layered unification filesystem a partir da versão 2) é uma versão alternativa de unionfs, um serviço de arquivos que implementa uma união para montar sistemas de arquivos Linux. Tem pelo Junjiro Okajima sido desenvolvido desde início de 2006. 
É uma completa reformulação do unionfs, com o objectivo de melhorar a confiabilidade e o desempenho. Ele também introduziu alguns conceitos novos, como o ramo equilíbrio gravável, e muitas pequenas melhorias. Algumas destas novas idéias são agora re-executadas no unionfs 2.x ramo. 
Outra grande diferença é que parte da unionfs 1.x está actualmente fundida no Linux (e no 2.x - mm experimental árvore), enquanto não for aufs. Isso ocorre porque o autor considera que "Aufs ainda está em fase de desenvolvimento".

## Distribuições que substituíram UnionFS por AUFS
Várias distribuições Linux substituiram UnionFS por AUFS, incluindo: 
- Knoppix live CD Linux distribution - desde final de 2006 em função da sua estabilidade e desempenho.
- NimbleX desde versão 2008. Trocada simultaneamente com a Linux-Live
- Slax (e scripts Linux-Live em geral) desde versão 6.
- Xandros Linux, disponível ASUS Eee PC modelo 901.
- Arch Linux 2009.08-2011.7
- Ubuntu 10.04 LTS Live CD
- Debian 6.0 Live media
- Gentoo Linux LiveDVD 11.0
- Gentoo Linux LiveDVD 11.2
- Gentoo Linux LiveDVD 12.0
- Salix Live via scripts Linux-Live até versão 13.1.1 e via SaLT da versão 13.37.
- Puppy Linux LiveCD 5.3.3. Todas as versões executadas todas em memória RAM com mudanças salvas no disco ao desligar (shutdown).